# Principauté de Tchernigov
1024–1401
Entités précédentes :
- Rus' de Kiev

Entités suivantes :
- Grand-duché de Lituanie

La principauté de Tchernigov (en ukrainien : Чернігівське князівство ; en russe : Черниговское княжество) est une des principautés slaves qui formaient la Rus' de Kiev, entre le XIe siècle et le XIIIe siècle et qui subsista jusqu'au XVIe siècle. Elle se trouvait dans des territoires de la rive gauche du Dniepr faisant partie des bassins de la Desna et de la Seïm.
La principauté est peuplée de Séverianes et en partie de Polianes. Plus tard la principauté s'étend jusqu'aux terres des clans radimitches, des Viatitches et des Drégovitches. Sa capitale est la ville de Tchernigov, où le prince Mstislas fait construire l'église de la Transfiguration en 1033. Les autres bourgades d'importance sont Novgorod-Severski, Starodoub, Briansk, Poutivl, Koursk, Lioubetch, Gloukhov, Tchetchersk et Gomel.
L'influence de la principauté s'étend au nord, jusqu'aux terres de Mourom et de Riazan, et aussi au sud-est à la limite de la principauté de Tmoutarakan.

## Histoire
La ville de Tchernigov est mentionnée en 907, au moment d'un traité de paix entre le prince Oleg et l'Empire romain d'Orient. C'est la deuxième ville en importance derrière Kiev.
Selon la Chronique des temps passés du XIe siècle, le pouvoir est entre les mains de chefs de clans de tribus locales, et de voïvodes originaires de Kiev, qui prennent le titre de prince, mandatés par le grand-prince de Kiev, pour collecter l'impôt, émettre la justice et défendre les territoires de ses ennemis, en particulier des nomades de la steppe. 

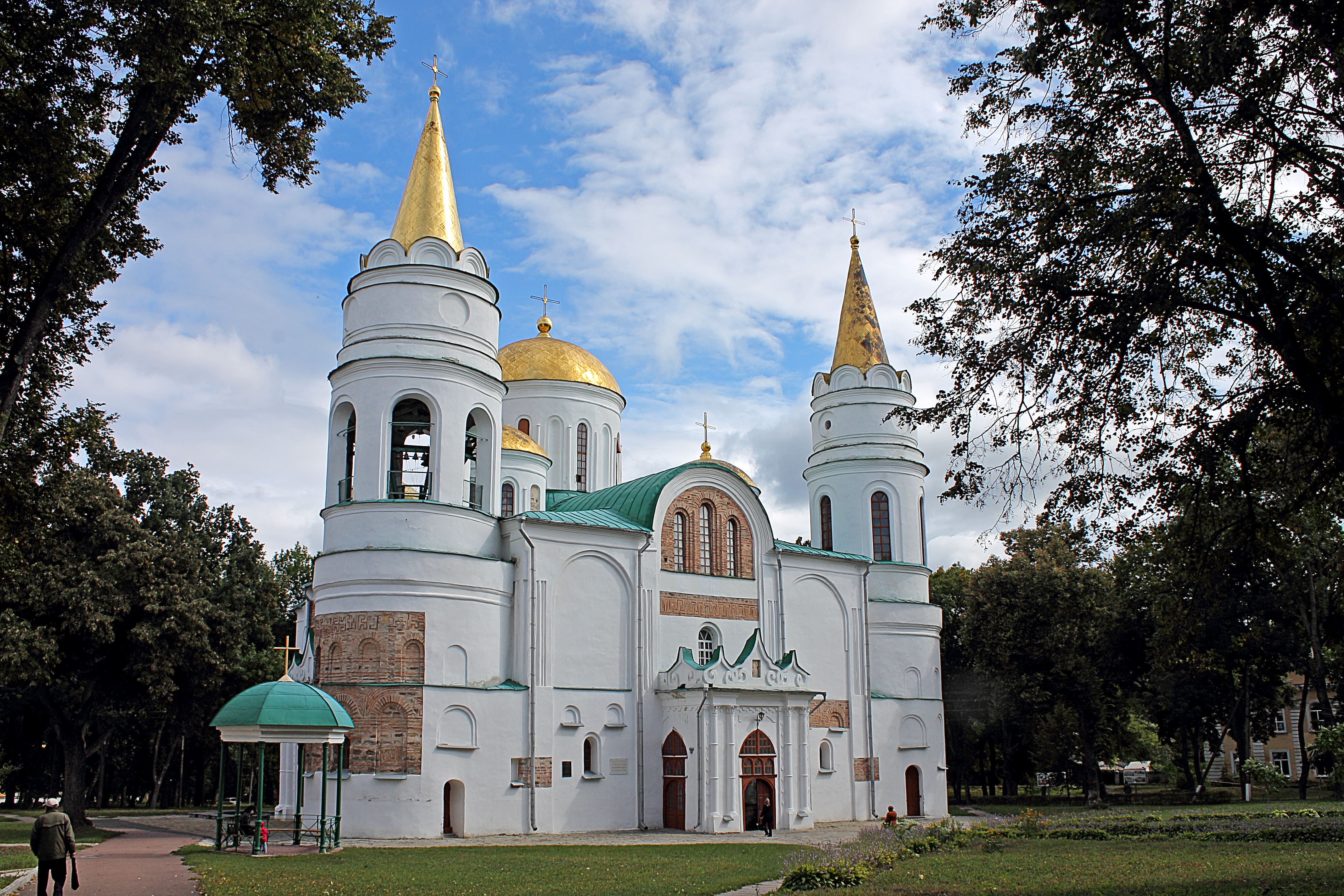
Église de la Transfiguration de Tchernihiv.

Entre 1024 et 1036, la principauté est gouvernée par l'un des fils de Vladimir le Grand, Mstislav de Tchernigov, qui fait de Tchernigov, l'une des villes les plus importantes de la Rus' de Kiev. À sa mort en 1036, Tchernigov passe sous la suzeraineté de la principauté de Kiev. Après Iaroslav le Sage, la principauté passe à Sviatoslav qui fonde la branche des rurikides de Tchernigov.
Une guerre fratricide oppose les partisans des fils de Sviatoslav et Vsevolod pour la succession qui se termine par la décision de Lioubetch en 1097, selon laquelle les fils de Sviatoslav, Oleg et David gardent et obtiennent pour leurs descendants la principauté. Celle-ci acquiert dès lors un certain degré d'autonomie. La lignée de David s'éteint en 1166. La branche cadette d'Oleg est représentée plus tard par les princes Oleg Sviatoslavitch (1137-1180), prince de Novgorod-Severski, et Igor Sviatoslavitch (1151-1202).
Cependant la principauté est divisée ensuite en trois apanages, puisque la succession en primogéniture n'existe pas. Il s'agit des terres de Tchernigov, de Novgorod-Serverski et de Mourom-Riazan. Cette dernière est revendiquée plus tard par la principauté de Vladimir.
Après la mort de Michel de Tchernigov en 1246, les apanages de Tchernigov se renforcent de plusieurs territoires et la capitale de fait devient Briansk, car Tchernigov est dévastée par l'invasion mongolo-tatare. D'autres apanages divisent encore la principauté au XIVe siècle qui voit l'apparition des princes Mossalski, Volkonski, Michetski, Zvenigorodski, etc. à la tête de petites principautés. Briansk est prise en 1356 par le grand-duc de Lituanie, Olgierd, et la principauté perd son autonomie, sauf quelques territoires qui finissent par tomber sous la souveraineté de la Lituanie en 1401. C'est la fin de la principauté de Tchernigov. Elle fera partie de la principauté de Moscou en 1503, puis, après un siècle de suzeraineté polonaise, de la Russie impériale un siècle plus tard.